# دوره آغازین دودمانی مصر

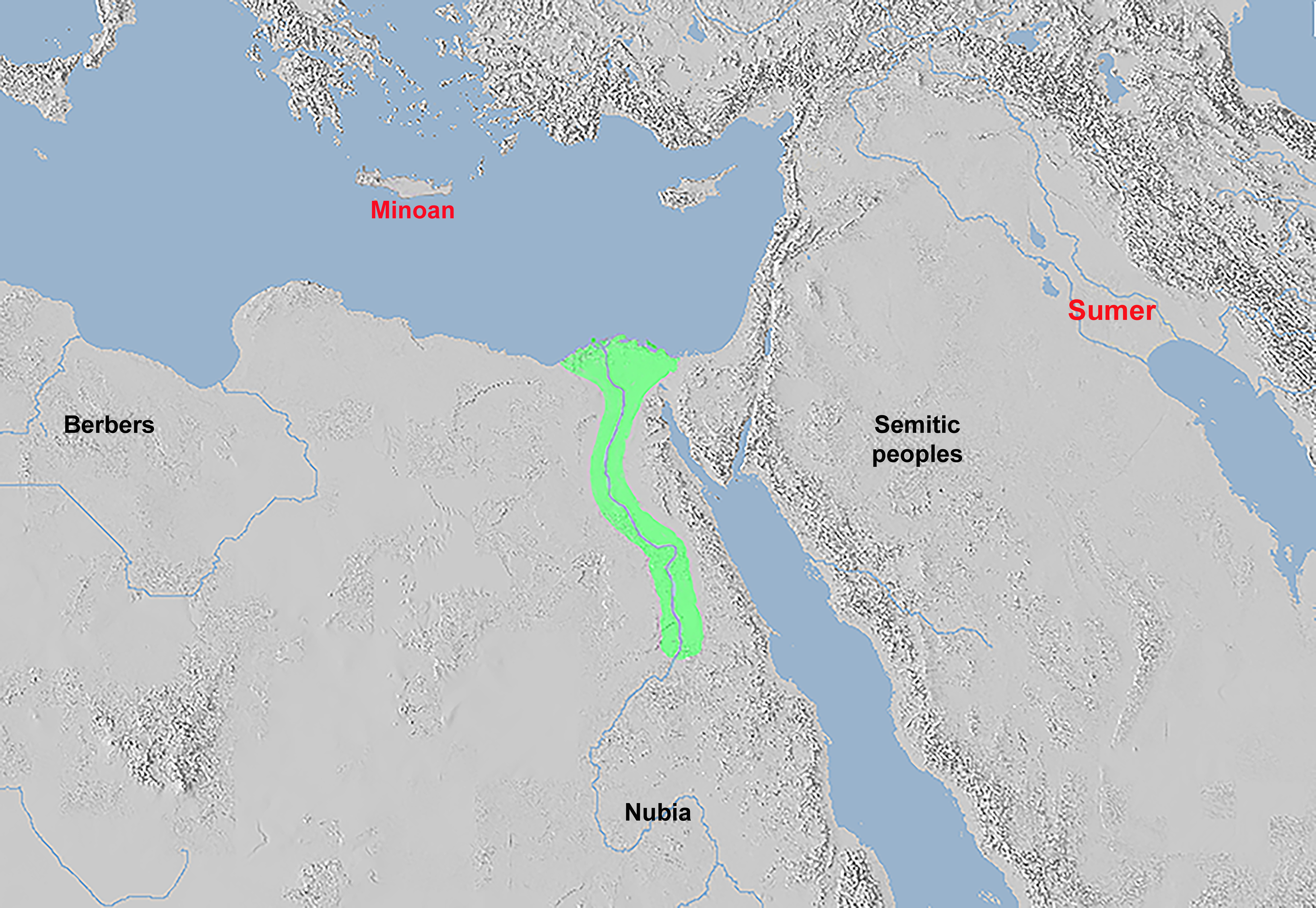
دوره آغازین دودمانی مصر

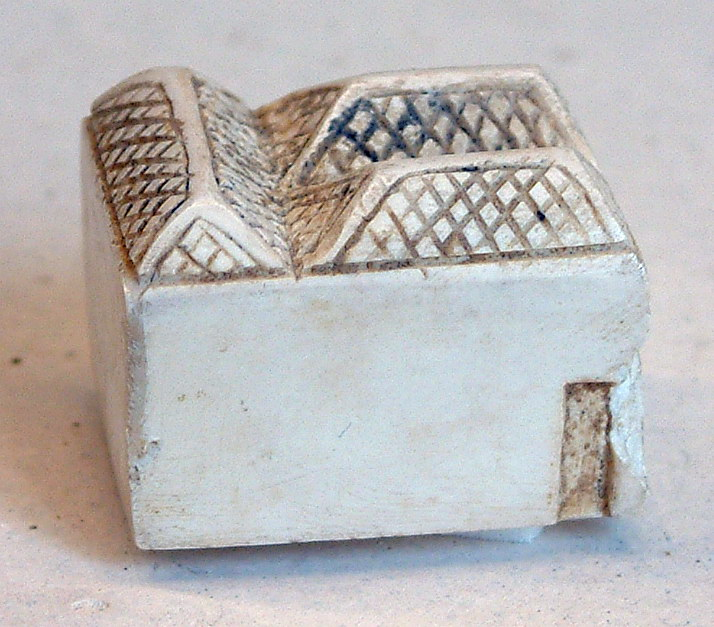
مهرهٔ بازی به شکل خانه مربوط به دوره آغازین دودمانی، ساخته شده از عاج، موزه لوور

دوره آغازین دودمانی مصر یا عصر تینیتی مصر به دوره‌ای از تاریخ این سرزمین گفته می‌شود که در برگیرنده دو دودمان یکم و دوم پادشاهی است. این دوره از ۳۱۵۰ سال پیش از میلاد مسیح آغاز می‌شود و تا ۵۰۳ سال ادامه می‌یابد. به گفته تاریخ‌نویس مصری مان‌تو، شهر تینیس در این دوره مرکز و پایتخت بوده‌است.
اطلاعات اندکی دربارهٔ وضعیت سیاسی و اجتماعی مصر در این دوره در دسترس است، با این حال به نظر می‌آید که آغاز این دوره با فرمانروایی نخستین پادشاه از جنس انسان به نام نارمر یا منس همراه شده. این فرعون به عنوان نخستین کسی شناخته می‌شود که مصر علیا و سفلی را یکپارچه کرد و دودمان نخست را بنیان گذاشت.
خط هیروگلیف در این دوره پیشرفت و گسترش یافت و شیوه نوشتاری خود را تا سده‌ها پس از آن حفظ کرد. نوشتارهایی همچون لوحه نارمر و سنگ پالرمو نشان دهنده چنین چیزی هستند.

## فهرست پادشاهان دودمان یکم
- نارمر یا منس ۳۱۵۰/۳۰۸۰
- هور آها ۳۰۸۰/۳۰۵۵
- دجر ۳۰۵۵/۳۰۰۰
- دجت ۳۰۰۰/۲۹۷۵
- شهبانو مرنیث
- دن ۲۹۷۵/۲۹۱۵
- آنجیب ۲۹۱۵/۲۹۰۵
- سمرخت ۲۹۰۵/۲۸۸۵
- قاعا ۲۸۸۵/۲۸۵۰

تاریخ‌ها به پیش از میلاد هستند.

## فهرست پادشاهان دودمان دوم
- هوتپ سخموی ۲۸۵۰/۲۸۲۰
- رانب ۲۸۲۰/۲۷۹۰
- نینت جر ۲۷۹۰/۲۷۵۴
- ونگ ۲۷۵۴/۲۷۳۴
- سنج ۲۷۳۴/۲۷۲۴

پادشاهان در شمال:
- نفرکارع؟
- نفرکاسوکار ۲۶۸۲/۲۶۷۴
- هوجفای یکم؟

پادشاهان در جنوب:
- پریبسن؟
- با؟
- خسه خموی ۲۶۷۴/۲۶۴۷

تاریخ‌ها به پیش از میلاد هستند.